# シド駅
シド駅（セルビア語:Железничка станица Шид）は、ヴォイヴォディナ自治州スレム郡シドにある、セルビア鉄道（ЖС）の駅。
クロアチアとの国境に近い駅。セルビア国内としてはベオグラード＝シド線の終点であるが、クロアチア方面のM105号線と線路が繋がっている。